# Macromesus persicae
Macromesus persicae är en stekelart som beskrevs av Yang 1996. Macromesus persicae ingår i släktet Macromesus och familjen puppglanssteklar. Inga underarter finns listade i Catalogue of Life.